# Габриельс, Виндель
Виндель Габриельс Валье (исп. Windell Gabriels Valle; род. 1 февраля 1985, Турриальба, провинция Картаго, Коста-Рика) — коста-риканский футболист, полузащитник.

## Клубная карьера
Воспитанник «Алахуэленсе». В составе родной команды Габриельс становился чемпионом страны. Однако закрепиться в составе клуба он не смог. Большую часть своей карьеры хавбек выступал за другой коста-риканский клуб «Перес-Селедон».
В 2010 году футболист играл в первенстве Мальты за «Мсиду Сент-Джозеф». Однако заиграть в зарубежном чемпионате у Габриельса не получилось. Последним его клубом был «Универсидад де Коста-Рика».

## Международная карьера
За сборную Коста-Рики Виндель Габриельс выступал на Золотом кубке КОНКАКАФ 2007 года. Всего за национальную команду он провёл 5 матчей.

## Достижения
- Чемпион Коста-Рики (1): 2004/05